# Domitianus stadion

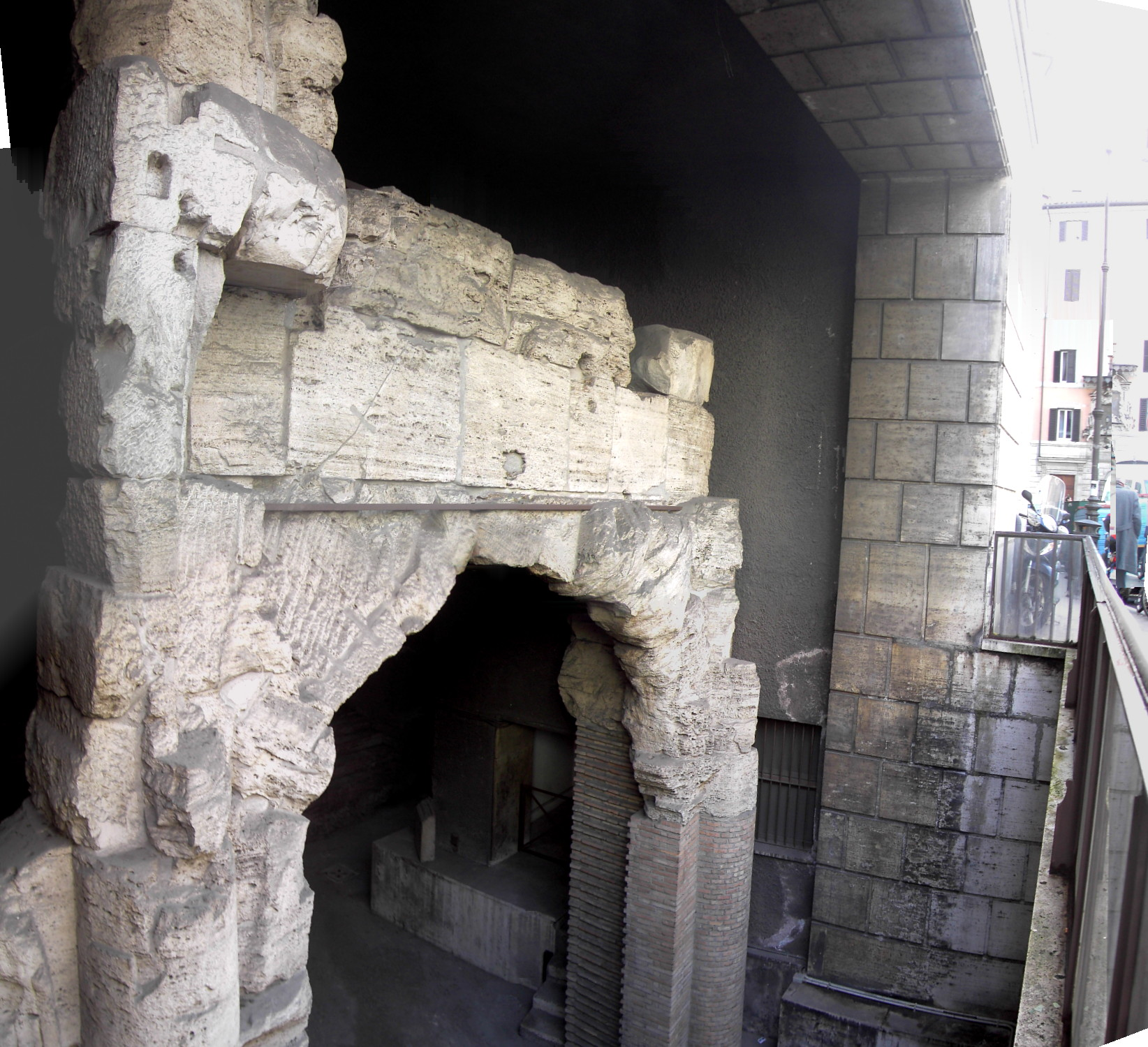
Resterna av en arkad från Domitianus stadion. Ruinerna kan beses vid Piazza di Tor Sanguigna.

Domitianus stadion, även känt som Circus Agonalis, var beläget i norra delen av Campus Martius i Rom. I början av 80-talet lät kejsar Domitianus uppföra detta stadion, som främst användes för idrottstävlingar.
Arenan var omkring 275 meter lång och 106,10 meter bred. Det fanns plats för omkring 30 000 åskådare.